# Jingxi

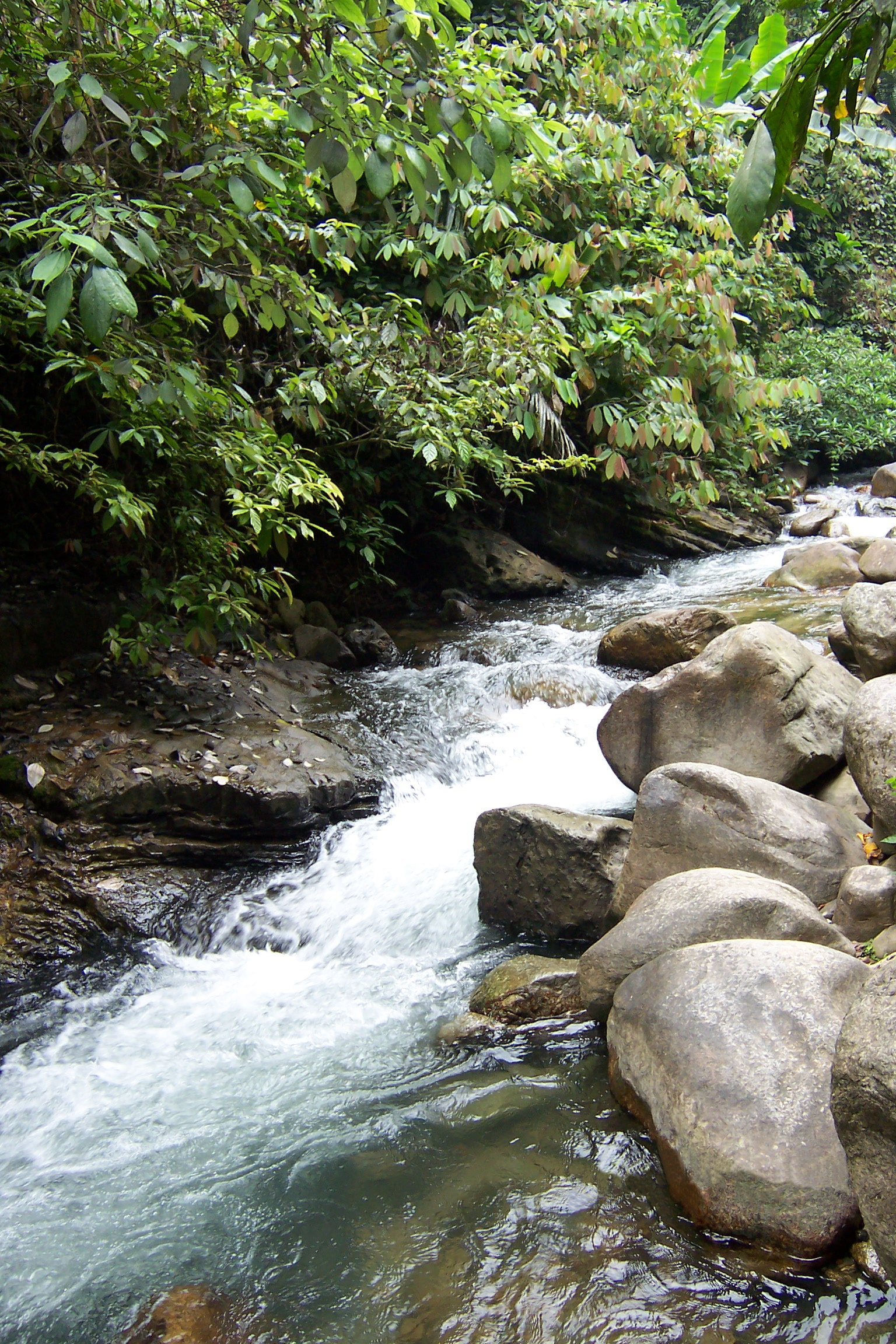
Das Tal Tongling in Jingxi

Jingxi (chinesisch 靖西市, Pinyin Jìngxī Shì; Zhuang Cingsih Si) ist eine kreisfreie Stadt im chinesischen Autonomen Gebiet Guangxi der Zhuang. Sie gehört zum Verwaltungsgebiet der bezirksfreien Stadt Bose und zählt 524.500 Einwohner (Stand: 2018). 

## Administrative Abteilungen
Es gibt 8 Städte und 11 Gemeinden im Landkreis:
Städte
- Xinjing (新靖镇), Huadong (化峒镇), Hurun (湖润镇), Ande (安德镇), Youlin (龙临镇), Quyang (渠洋镇), Yuexu (岳圩镇), Longbang, Wuping (武平)

Gemeinden
- Tongde (同德乡), Qianzhuang (壬庄乡), Anning (安宁乡), Dizhou (地州乡), Ludong (禄峒乡), Nanpo (南坡乡), Tianpan (吞盘乡), Guole (果乐乡), Xinjia (新甲乡), Kuixu (魁圩乡)

## Demographie
Die Bevölkerung von Jingxi betrug 605.100 Personen (2010). 99,71 % der Menschen gehören der ethnischen Gruppe der Zhuang an. Der Rest umfasst Han, Yao, Miao und andere ethnische Gruppen.

## Sprachen
David Holm (2010) listet die folgenden Zhuang-Dialekte des Kreises Jingxi auf und stellt auch vergleichende Wortlisten für sie zur Verfügung.
- Yang 洋/佯 (phu˩˧ jaŋ˥˦): gesprochen in der Kreisstadt und den meisten Städten.
- Nong 儂 (Nung, phu˩˧ tsuŋ˨˩˦): die in den Dörfern rund um die Kreisstadt gesprochen werden. Es hat eine konservativere Phonologie als Yang, obwohl Nong eng mit Yang verwandt ist.
- Zong 宗 (Tsung, phu˩˧ tsuŋ˨˩˦): in Longlin 龍臨, Sanhe 三合, Guole 果樂, and Nanpo 南坡 .
- Long’an 儂安 (Nung’an, noŋ˧˩ aːn˥˦): in Longlin 龍臨, Sanhe 三合, Dajia 大甲, and Dadao 大道 .
- Sheng 省 (Seng, phu˩˧ θeŋ˨˧˨˧): in Wuping 武平, Sanhe, Ande 安德, and Nanpo 南坡 (Dingjin) 定金.
- Rui 銳 (Yui, phu˩˧ jui˨˧˨˧): in Quyang 渠洋, Longlin 龍臨, and Kuixu 魁墟.
- Zuozhou 左州 (Tsatsou, phu13 tsa54 tsou54): in Longlin 龍臨, Ande 安德, Sanhe 三合, and Wuping 武平.
- Fu: in Quyang 渠洋.